# 早稲田大学高等師範部

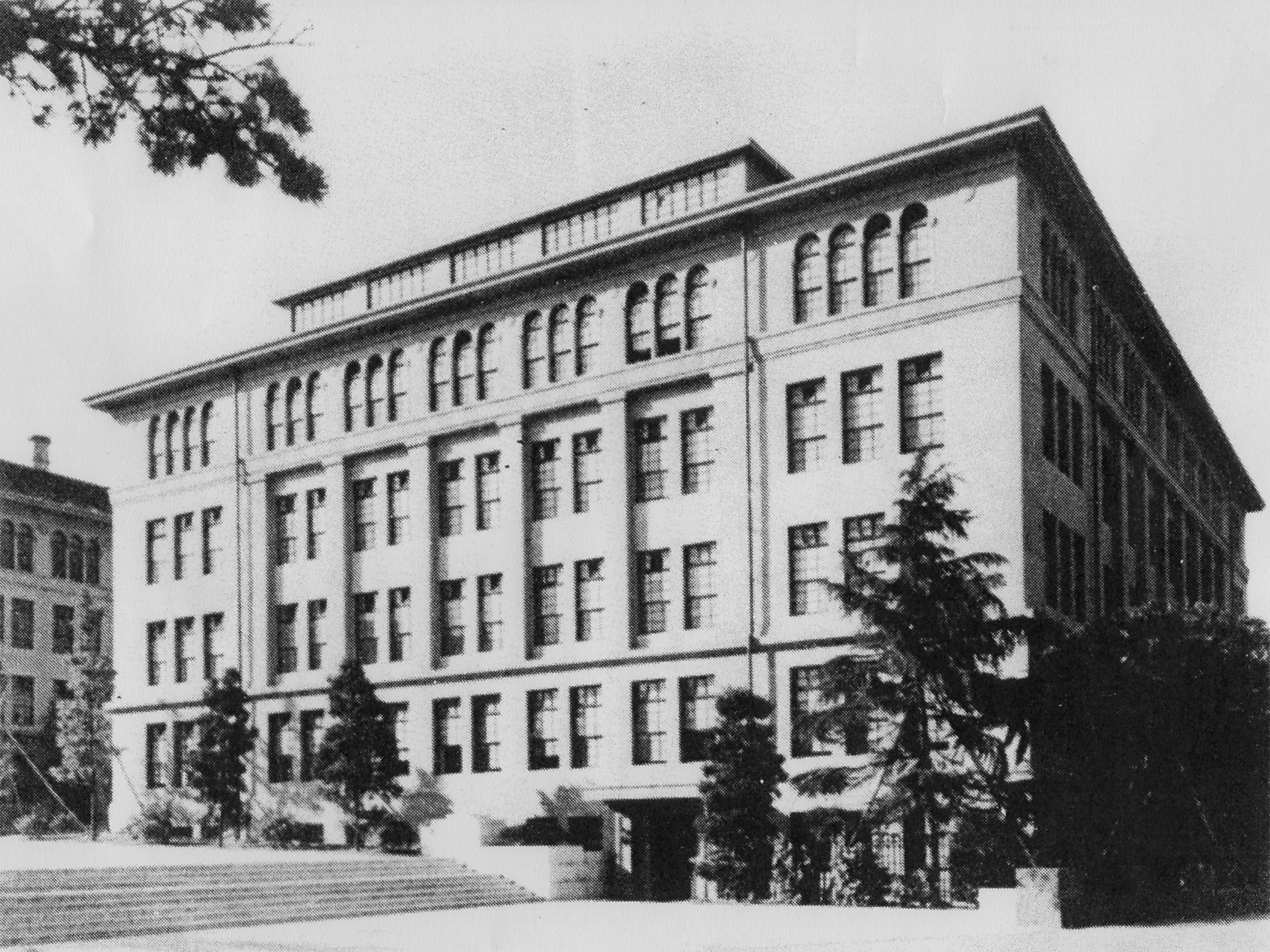
早稲田大学専門部・高等師範部校舎（1935年竣工、現1号館）

早稲田大学高等師範部（わせだだいがくこうとうしはんぶ）は、かつて日本に存在した高等教育機関。早稲田大学教育・総合科学学術院の前身。

## 概要
1903年7月に専門学校令に基づく高等教育機関として開設（当時の私立大学は全てこの勅令によるものである）。國語漢文科、歴史地理科、法制経済科、英語科の4学科により編成（修業年限三ヶ年、高等予科半ヶ年）。
当時の中等教育界は、官立の高等師範学校および帝国大学の出身者によって独占されていたが、これに対陣を張るために高田早苗らによって“To make man”をその趣旨として設立され、全国の旧制中学校や師範学校等より学生を集めた。
高田は1907年7月の得業証書授与式における学長挨拶で、次のように述べている。
高等師範部は文部省師範学校中学校高等女学校教員検定試験（文検）の無試験検定校であったため、卒業生には中等教員免許が付与され、主に師範学校や旧制中学校、高等女学校、実業学校などの旧制中等教育学校で教鞭を執った。
1949年の私立学校法の公布に伴い早稲田大学は教育学部を開設。1951年、高等師範部は教育学部に改組され、その歴史に幕を下ろした。

## 沿革
- 1899年7月 東京専門学校文学部（修業年限3カ年半）、私立大学としては最も早く文検無試験検定の特典を受ける
- 1902年9月 東京専門学校、早稲田大学と改称し中等教員養成機能を新設した専門部へ移管
- 1903年9月 高等師範部開設、前述の専門部より中等教員養成機能を移管
- 1907年9月 従来の高等師範部を大学部に組み入れ師範科とする
- 1908年9月 大学部師範科を大学部文学科に編入する
- 1910年
  - 2月 高等師範部を4月より再設置することを決議
  - 4月 予科と第一部（國語漢文及歴史科、英語及歴史科）、第二部（数学科、理化学科）を開設
- 1913年9月 國語漢文及歴史科，英語及歴史科は歴史関係の科目を廃止して國語漢文科，英語科と改称
- 1917年9月 國語漢文科および英語科の研究科開設
- 1918年4月 第一部が初の1年制予科修了生を迎える
- 1919年
  - 3月 第二部廃止
  - 7月 第一部の3年生が卒業し，以後，第一部・第二部の呼称が消滅するとともに高等師範部の学年開始期は予科、本科とも4月となる
- 1920年4月 高等師範部を高等師範科（国語漢文科，英語科）と改称して専門部に編入のうえ1年制予科を廃止して4年制に改める
- 1921年3月 高等師範部（4年制）を再び専門部より分離・独立
- 1922年9月 早稲田教育会設立
- 1924年
  - 3月 予科を再設して、予科1年・本科3年となる
  - 5月 高等学校（旧制）・大学予科と同等以上の学校と認定され、卒業生には高等文官試験予備試験が免除されるとともに、選考試験を経て学部へ進学する道が開かれる（高等師範部と同様に専門学校令による設置であった大学部は1919年より免除）
- 1932年4月 1年制予科を廃して3年制本科を4年制に改める
- 1942年4月 国民体錬科開設
- 1946年4月 女子の入学を認めるとともに社会教育科開設、国民体錬科を体育科と改称
- 1949年4月 教育学部開設
- 1951年5月 廃止

## 著名な関係者
教員
- 浮田和民 - 社会学者、法学博士、早大高等師範部長、図書館長
- 尾上柴舟 - 書家、詩人、国文学者、帝国芸術院会員、歌会始選者
- 竹野長次 - 国文学者、早大教育学部長、高等学院長
- 服部嘉香 - 詩人、歌人、日本詩人クラブ理事長
- 牧野謙次郎 - 漢学者、東洋学者、東洋文化學會理事、早大高等師範部長、文学部長
- 宮井安吉 - 英語学者、早大高等師範部長

出身者
- 朝倉無声 - 近世風俗研究者、帝国図書館司書、國漢科卒
- 薄井福治 - 帝国図書館司書官、維新史料編纂事務局編纂官、歴史地理科卒
- 江戸千太郎 - 外交官、ハンブルク総領事、歴史地理科卒
- 有本芳水 - 詩人、雑誌『日本青年』主筆、岡山商科大学名誉教授、國漢科卒
- 安寿吉 - 小説家、韓国文人協会理事、京郷新聞調査部長、英語科中退
- 五十嵐新次郎 - 英語学者、日本放送協会百万人の英語講師、早稲田大学教授、英語科卒
- 石丸梧平 - 思想家、小説家、花園大学客員教授、歴史地理科卒
- 上坂信男 - 国文学者、関東学院六浦高等学校教諭、青山学院大学助教授、早稲田大学文学部教授、共立女子大学文芸学部教授、國漢科卒
- 大野実之助 - 漢学者、早大教授、國漢科卒
- 大矢根文次郎- 漢学者、聖学院中学校教諭、早稲田大学高等学院教授、早大教授、女子聖学院短期大学教授、國漢科卒
- 岡田甫 - 川柳、雑俳研究家、東山学院教諭、國漢科卒
- 鹿島孝二 - 小説家、日本文芸家協会常務理事、、日本文芸著作権保護同盟理事、國漢科卒
- 川副国基 - 国語学者、早大文学部長、東京府立第一中学校（現・東京都立日比谷高等学校）教諭、國漢科卒
- 江庸 - 官僚、法律家、第1期全国人民代表大会代表、司法院大法官、北京政府代理司法総長、法経科卒
- 栗原浩 - 第3代埼玉県知事、予科中退
- 佐々木八郎 - 国文学者、早大教育学部長、文部省大学設置審議会特別委員、国語審議会委員、國漢科卒
- 柴田隆二 - 写真家、国画会会員、瀧口修造らと前衛写真協会を設立
- 杉原千畝 - 外交官、日本のシンドラー、在リトアニア共和国カウナス領事館領事代理、満州国外交部露西亜科長兼計画科長、英語科予科中退
- 竹崎有斐 - 児童文学作家
- 東野辺薫 - 作家、第18回芥川賞受賞、福島県立福島女子高等学校等教諭、國漢科卒
- 当間重民 - 那覇市長、貴族院議員
- 崔南善 - 詩人、作家、韓国新文学運動の先駆者、三・一独立運動独立宣言の起草者、歴史地理科中退
- 千葉亀雄 - 評論家、ジャーナリスト、読売新聞社編集局長、中退
- 利根山光人 - 画家、海城学園等教諭、國漢科卒
- 直木三十五 - 作家、直木賞の由来になった人物、英語科中退
- 中西秀男 - 英文学者、早稲田中学校教諭、早稲田大学教授、英語科卒
- 鳴山草平 - 作家、神奈川県立横浜第一中学校等教諭、國漢科卒
- 根岸浜吉（2代目） - 興行師、根岸興行部当主、木馬館館長
- 萩原恭平 - 『カレントオブザワールド』誌主筆、ロンドン大学客員教授、早大教授、東京府立第五中学校等教諭、英語科卒
- 原田実 - 教育学者、早稲田大学高等師範部長、同図書館長
- 半谷三郎 - 詩人、『現実主義詩論』、茨城県立古河商業学校等教諭、英語科卒
- 人見東明 - 詩人、教育者、昭和女子大学創立者、口語自由詩運動の基礎をつくる、英語科卒
- 平井晩村 - 報知新聞社記者、詩人、作家、國漢科卒
- 藤井新一 - 法学者、早大教授、法政大学教授、三重短期大学学長、参議院議員、両院法規委員委員会委員長、英語科卒
- 保昌正夫 - 国文学者、早稲田大学高等学院教諭、武蔵野美術大学教授、相模女子大学教授、立正大学教授、國漢科卒
- 森潤三郎 - 考証学者、京都府立図書館職員、森鴎外の弟、歴史地理科卒
- 安田尚義 - 歌人、歴史学者、鹿児島県立第一鹿児島中学校教諭
- 矢田喜美雄 - 朝日新聞社記者、下山事件の究明活動で著名。1936年ベルリンオリンピック走り高跳び5位入賞
- 矢吹勝二 - 英語学者、日本交通公社出版部長、調布学園女子短期大学教授、英語科卒
- 山口剛 - 近世文学研究家、早大教授、國漢科卒
- 陸宗輿 - 官僚、中華民国総統府財政顧問、駐日全権公使
- 湧上聾人 - 衆議院議員、社会運動家、中退